# Jordan EJ12
La Jordan EJ12 fu la vettura utilizzata dalla scuderia irlandese nel campionato di Formula 1 del 2002 ed era guidata dai piloti Giancarlo Fisichella e Takuma Satō e motorizzata dalla Honda. 
A differenza degli anni precedenti, l'obiettivo della scuderia non era più quello di ritornare tra i top team, ma di battere la rivale BAR, dotata dello stesso propulsore.

## La stagione

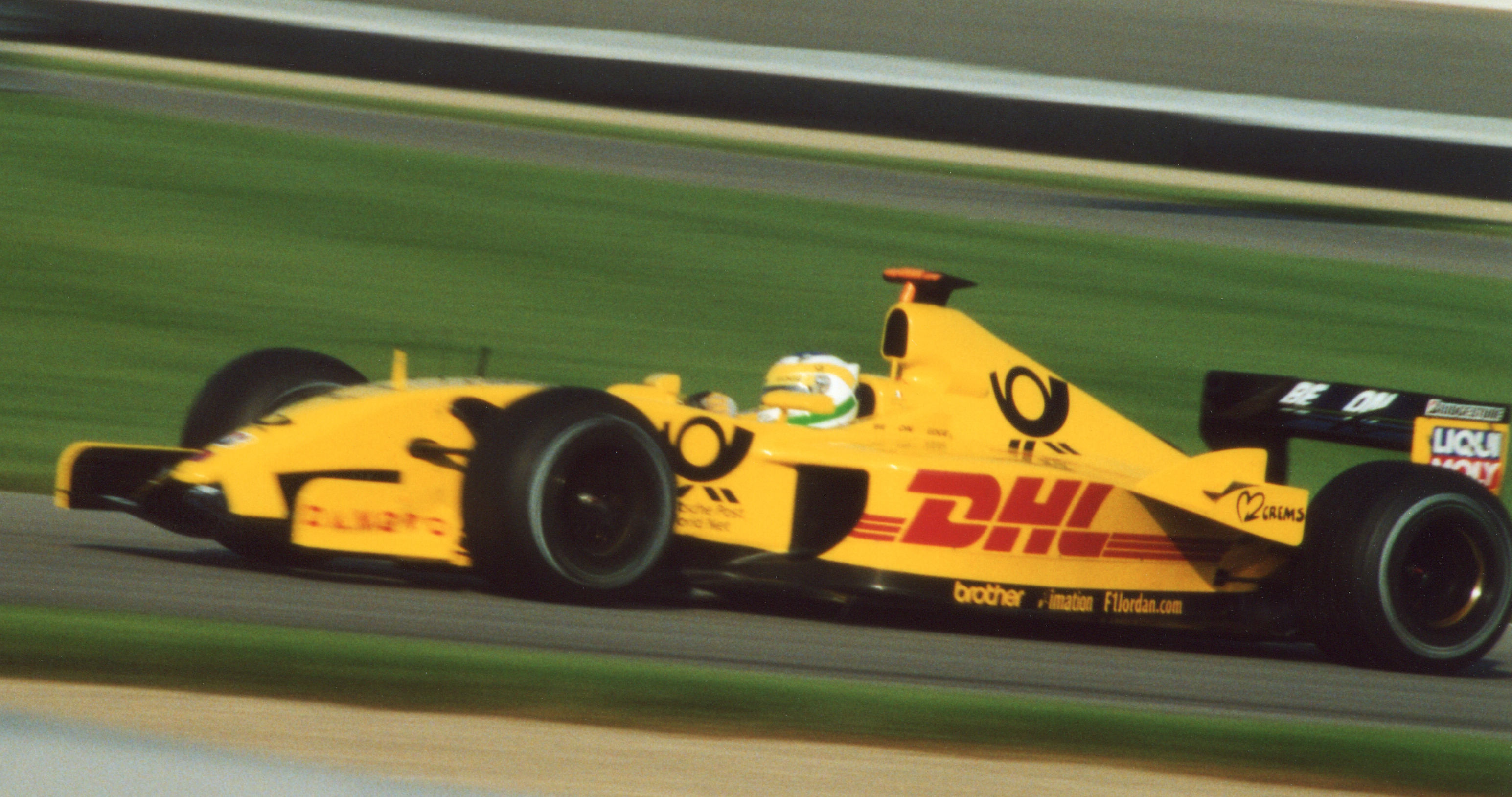
Giancarlo Fisichella al volante della Jordan EJ12 durante il Gran Premio degli Stati Uniti d'America 2002

Nonostante l'ampio budget disponibile per la scuderia, vicino ai 200 milioni di dollari, la vettura aveva parecchi limiti, che accentuarono la fase calante del team: il miglior risultato fu infatti il quinto posto, conquistato in quattro occasioni. Altra caratteristica negativa della EJ12 era la mancanza di affidabilità che colpì soprattutto Fisichella, costringendolo spesso al ritiro. Tuttavia nelle gare che riuscì a concludere, l'italiano si piazzò sempre nei primi dieci posti. Ben più problematica fu la stagione di Sato, autore più che altro di numerosi errori, che si riscattò solo nel finale con un quinto posto in Giappone. L'annata si concluse al 6º posto con appena 9 punti conquistati.

## Motore
Il motore si chiamava RA002E ed era un dieci cilindri a V di 3000 cc di cilindrata, con poco più di 800 CV a 17000 giri al minuto abbinato ad un cambio sequenziale elettroidraulico a sette rapporti, più retromarcia.